# MovieCo
Pour les articles homonymes, voir Cinenova.
Europe MovieCo Partners Ltd abrégé MovieCo était une société britannique coentreprise de Walt Disney Television et Sony Pictures Television et United Pan-Europe Communications, créée en 1999 et dissoute en 2013. Sa principale activité a été de créer la chaîne à péage néerlandais CineNova.

## Historique
Le 16 novembre 1999, la société Burginhall 1136 Ltd est créée auprès des services de la Companies House. Le 16 décembre 1999, Burginhall 1136 est renommée Europe MovieCo Partners Ltd. Le rapport financier pour l'année 2000 détaille les actionnaires suivants :
- 45 % par SPE EuroMovies Investments
- 45 % par Buena Vista International Television Europe
- 10 % par UPC TV Holdings BV

Ce rapport annuel 2000 précise que c'est la Walt Disney Company Ltd qui assure la commercialisation initiale et les coûts liés au matériel informatique.
Le 14 avril 2000, United Pan-Europe Communications, Buena Vista et Sony annoncent la création de la chaîne payante CineNova aux Pays-Bas dont la diffusion débutera le 8 mai. La société CineNova BV est créée le 9 juin 2000. La distribution de la chaîne aux Pays-Bas est assurée par UPC.
Le 30 septembre 2002, UPC NV lance une procédure pour se protéger de la faillite à la suite de plusieurs défauts de paiement depuis le début de l'année 2002. Le rapport annuel 2001 publié le lendemain indique que les actionnaires devaient financer à hauteur de leur participation 1 million d'USD au premier trimestre et de 900 000 USD au second, UPC n'ayant participé à aucun. Une conséquence de ces défauts de paiement est une modification d’actionnariat dès l'année suivante 45,82 % pour Disney et Sony et 8,36 % pour UPC. Deux procès sont intentés par Disney et Sony pour forcer UPC, l'un aux États-Unis et l'autre à Amsterdam. L’actionnariat évolue encore en 2003 : 46,27 % pour Disney et Sony et 7,46 % pour UPC. En novembre 2003, Sony et Disney décident de payer à parts égales le financement de 190 000 USD qu'UPC devait. Disney paye sa part en décembre 2013 mais Sony refuse et août 2004, un accord est passé pour MovieCo rembourse les 95 000 USD versés par Disney.
En janvier 2005, les procès s'achèvent par l'obligation pour UPC de payer les sommes dues avec intérêt pour un total de 42,75 millions d'USD. En parallèle les opérateurs néerlandais ont notifié MovieCo leur intention d'arrêter la diffusion au bout des 5 ans du contrat en raison des faibles résultat en termes d'audience. En juin 2005, le comité de direction vote l'arrêt de la chaîne CineNova mais conserve la société MovieCo.
Le 7 octobre 2005, CineNova annonce l'arrêt de sa chaîne payante aux Pays-Bas en raison d'un nombre insuffisant d'abonnés, chaîne détenue par MovieCo, dont UPC avait stoppé la diffusion en mai. En 2005, la société devient une coentreprise à 50-50 entre Disney et Sony.
La société est sans activité jusqu'à sa liquidation le 12 novembre 2013.